# Sellero
Sellero är en ort och kommun i provinsen Brescia i regionen Lombardiet i Italien. Kommunen hade 1 430 invånare (2018).